# Bucklebury

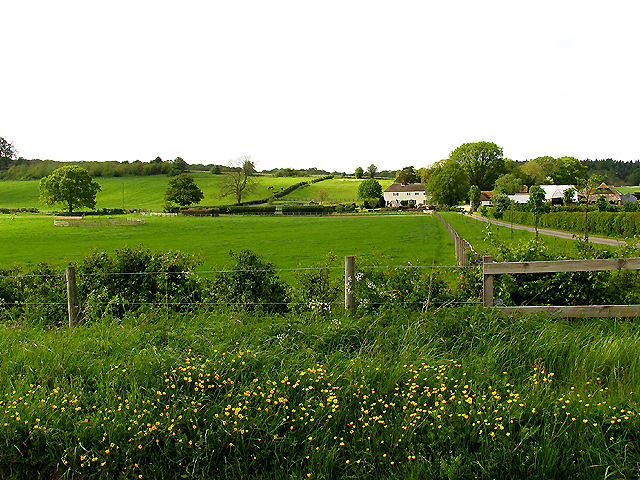
Die Umgebung von Bucklebury

Bucklebury ist eine Ortschaft und civil parish in Berkshire in England mit 2066 Einwohnern (2001). Bucklebury gehört zum District West Berkshire; es liegt etwa 8 km nordöstlich von Newbury. 
1086 wird Bucklebury als Borgeldeberie im Domesday Book erwähnt.
Der River Pang fließt am nördlichen Rand des Ortes Bucklebury.

## Persönlichkeiten
- Catherine Mountbatten-Windsor, Duchess of Cambridge (* 1982), Ehefrau von Prinz William Mountbatten-Windsor, Duke of Cambridge, wuchs dort auf. Ihre Eltern leben heute noch in dem Ort.
- Frances Winchcombe (* Ende des 17. Jh.), die erste Frau von Henry St. John, 1. Viscount Bolingbroke (1678–1751), Politiker und Philosoph